# Cap Hopes Advance
Le cap Hopes Advance (anglais pour « cap des espoirs », en inuktitut : ᓄᕗᒃ, Nuvuk) est un cap de la péninsule d'Ungava situé à la rencontre du détroit d'Hudson et de la baie d'Ungava. Le village de Quaqtaq s'y trouve.

## Toponymie
Le nom est officialisé le 5 décembre 1968 par la Commission de toponymie du Québec. Lors de son passage en 1610, l'explorateur Henry Hudson l'aurait désigné Prince Henry's Foreland, le « cap du Prince Henry ». Le nom actuel pourrait avoir été attribué soit en 1612-13 lors du voyage de Thomas Button, soit en 1850-51 lors du voyage de Henry Grinnell.
Il est désigné Nuvuk en inuktitut, littéralement « le cap ».

## Géographie
Le cap forme une péninsule, avec la baie Diana à l'ouest et la baie d'Ungava à l'est.